# Cabo Croisette

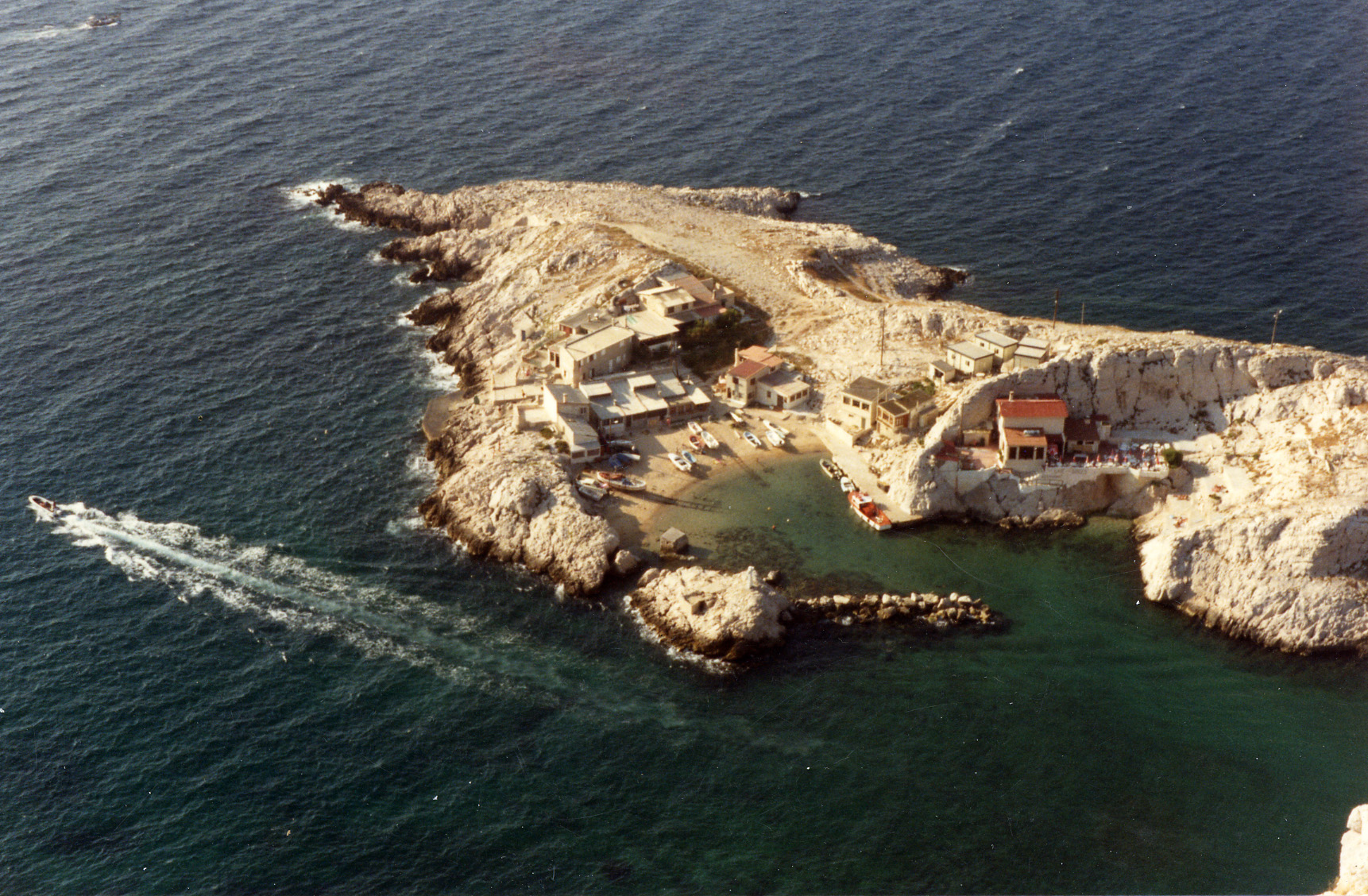
Cap Croisette

O cabo Croisette (em francês:  cap Croisette) é um cabo situado frente à ilha Maïre, a sul da cidade de Marselha.
É dominado pelo maciço de Marseilleveyre (430 m). Marca o início dos calanques conhecido como calanques de Marselha e faz parte do 8.º arrondissement da cidade.
Nas suas proximidades existe um centro da UCPA (Union des Centres Sportifs de Plein Air) dedicado ao mergulho.